# Peter Creamer
Peter Anthony Creamer (sinh ngày 20 tháng 9 năm 1953 ở Hartlepool) là một cựu cầu thủ bóng đá người Anh thi đấu ở vị trí hậu vệ ở Football League cho Middlesbrough, York City, Doncaster Rovers, Hartlepool United và Rochdale, và tại North American Soccer League cho Dallas Tornado.